# Хронологичен списък на руски класически композитори
По-долу е даден хронологичен списък на композитори на класическа музика, които са или са живеели, работели или са били граждани на Русия.

## Барок
- Николай Дилецки (ок.1630 и след 1680)
- Василий Поликаровчич Титов (ок.1650 -1715)

## Класическата ера
- Екатерина Синявина (умира през 1784)
- Григорий Теплов (1711 / 1717 – 1779)
- Грегорий Сковорода (1722 – 1794)
- Ана Бон (1739 и след 1767)
- Василий Пашкевич (1742 – 1797)
- Максим Березовски (1745 – 1777)
- Иван Хандошкин (1747 – 1804)
- Мария Зубова (1749 – 1799)
- Дмитрий Бортнянски (1751 – 1825)
- Михаил Матвеевич Соколовски (1756 – 1795)
- Осип Козловски (1757 – 1831)
- Федор Михаилович Дубянски (1760 – 1796)
- Иевстгени Фомин (1761 – 1800)
- Наталия Ивановна Куракина (1766 – 1831)
- Артемий Ведел (1767 – 1808)
- Алексей Николаевич Титов (1769 – 1827)
- Авдотия Иванова (родена през 1771 г.)

## Романтизъм
- Екатерина Ликошин (1780 – 1840)
- Александър Алябиев (1787 – 1851)
- Олександър Иваноич Лизохуб (1790 – 1839)
- Иван Ласковски (1799 – 1855)
- Мария Фредерика вон Стединг (1799 – 1868)
- Алексей Верстовски (1799 – 1862)
- Катерина Майер
- Александър Егорович Варламов (1801 – 1848)
- Александър Гурильов (1803 – 1858)
- Михаил Глинка (1804 – 1857)
- Александър Серов (1820 – 1871)
- Александър Даргомижки (1813 – 1869)
- Семен Хулак-Артемовски (1813 – 1873)
- Антон Рубинщайн (1829 – 1894)
- Иван Ларионов (1830 – 1889)
- Александър Бородин (1833 – 1887)
- Цезар Кюи (1835 – 1918)
- Милий Балакирев (1837 – 1910)
- Модест Мусоргски (1839 – 1881)
- Пьотр Илич Чайковски (1840 – 1893)
- Николай Римски-Корсаков (1844 – 1908)
- Ела Адаевская (1846 – 1926)
- Александър Архангелски (1846 – 1924)
- Николай Соловиев (1846 – 1916)
- Давид Новаковски (1848 – 1921)
- Александър Танеев (1850 – 1918)
- Александър Копилов (1854 – 1911)
- Анатолий Лядов (1855 – 1914)
- Сергей Танеев (1856 – 1915)
- Николай Кленовски (1857 – 1915)
- Николай Артибушев (1858 – 1937)
- Генари Карганоф (1858 – 1890)
- Александър Илински (1859 – 1920)
- Николай Соколов (1859 – 1922)
- Сергей Ляпунов (1859 – 1924)
- Артур Фридхайм (1859 – 1932)
- Михаил Иполитов-Иванов (1859 – 1935)
- Виктор Евалд (1860 – 1935)
- Антон Степанович Аренски (1861 – 1906)
- Михаил Василиевич Матюшин (1861 – 1934)
- Азепс Витолс (1863 – 1948)
- Александър Гречанинов (1864 – 1956)
- Александър Глазунов (1865 – 1936)
- Александър Адолфович Винклер (1865 – 1935)
- Василий Калиников (1866 – 1901)
- Владимир Ребиков (1866 – 1920)
- Иван Крижановски (1867 – 1924)
- Самуел Майкапар (1867 – 1938)
- Василий Сапелников (1867 – 1941)
- Юлиус Конус (1869 – 1942)
- Виктор Калиников (1870 – 1927)
- Арсений Корешенко (1870 – 1921)
- Александър Скрябин (1872 – 1915)
- Сергей Василенко (1872 – 1956)
- Василий Золотарев (1872 – 1964)
- Витолд Йосипович Малишевски (1873 – 1939)
- Сергей Рахманинов (1873 – 1943)
- Сергей Кусевицки (1874 – 1951 г.)
- Райнхолд Глиер (1875 – 1956)
- Фьодор Акименко (1876 – 1945 г.)
- Юлия Вейсберг (1878/80 – 1942 г.)

## Съвременна епоха
- Павел Чесновков (1877 – 1944 г.)
- Александър Гедике (1877 – 1957 г.)
- Николай Метнер (1880 – 1951 г.)
- Николай Мясковски (1881 – 1950 г.)
- Николай Андреевич Рослевец (1881 – 1944 г.)
- Джоузеф Румшински (1881 – 1956 г.)
- Леонид Леонидович Сабанеев (1881 – 1968)
- Игор Стравински (1882 – 1971)
- Максимилиан Щайнберг (1883 – 1946)
- Александър Василевич Александров (1883 – 1946 г.)
- Михаил Гнесин (1883 – 1957 г.)
- Борис Асафиев (1884 – 1949)
- Андрей Пашенко (1885 – 1972 г.)
- Арсений Михаилович Авраамов (1886 – 1944 г.)
- Ърнест Пингоуд (1887 – 1942)
- Адриан Шапошников (1888 – 1967 г.)
- Алексей Станчински (1888 – 1914)
- Анатолий Николаевич Александров (1888 – 1982 г.)
- Владимир Владимирович Шербачев (1889 – 1952 г.)
- Борис Пастернак (1890 – 1960 г.)
- Самуил Файнберг (1890 – 1962)
- Николай Голованов (1891 – 1953)
- Сергей Прокофиев (1891 – 1953 г.)
- Артур Сергеевич Лурие (1892 – 1966)
- Лео Орнстайн (1893 – 2002)
- Иван Вишнеградски (1893 – 1979)
- Димитри Тиокин (1894 – 1979)
- Джоузеф Шилингер (1895 – 1943 г.)
- Анатолий Григоревич Новиков (1896 – 1984 г.)
- Александър Веприк (1898 – 1958 г.)
- Александър Абрамски (1898 – 1985 г.)
- Софи-Кармен Екхард-Грамати (1899 – 1974)
- Николай Обухов (1899 – 1954 г.)
- Александър Черепнин (1899 – 1977 г.)
- Александър Мосолов (1900 – 1973 г.)
- Казимеж Вилкомирский (1900 – 1995 г.)
- Висарион Шебалин (1902 – 1963)
- Върнън Дюк (1903 – 1969)
- Варвара Гайгерова (1903 – 1944 г.)
- Арам Хачатурян (1903 – 1978 г.)
- Матвей Блантер (1903 – 1990 г.)
- Дмитрий Кабалевски (1904 – 1987 г.)
- Гаврил Николаевич Попов (1904 – 1972 г.)
- Борис Александрович Александров (1905 – 1994 г.)
- Борис Арапов (1905 – 1992 г.)
- Дмитрий Шостакович (1906 – 1975 г.)
- Юлиан Алекса́ндрович Скря́бин (1908 – 1919)
- Нина Макарова (1908 – 1976)
- Евгений Голубев (1910 – 1988 г.)
- Сулима-Стравински (1910 – 1994 г.)
- Игор Маркевич (1912 – 1983 г.)
- Венямин Флайшман (1913 – 1941)
- Тихон Хренников (1913 – 2007)
- Георгий Свиридов (1915 – 1998 г.)
- Кара Карайев (1918 – 1982 г.)
- Галина Устволская (1919 – 2006)
- Мечислав Вайнберг (1919 – 1996 г.)
- Александър Локшин (1920 – 1987 г.)
- Ян Френкел (1920 – 1989 г.)
- Карен Хачатурян (1920 – 2011 г.)
- Револ Бунин (1924 – 1976)
- Татяна Николаева (1924 – 1993 г.)
- Владимир Фьодорович Вавилов (1925 – 1973 г.)
- Борис Чайковски (1925 – 1996 г.)
- Вениамин Баснер (1925 – 1996 г.)
- Владимир Шаински (роден през 1925 г.)
- Ирина Елчева (родена през 1926 г.)
- Едисон Денисов (1929 – 1996 г.)
- София Губайдулина (роден 1931 г.)
- Родион Шчедрин (роден през 1932 г.)
- Йосиф Андриасов (1933 – 2000)
- Алфред Шнитке (1934 – 1998 г.)
- Леонид Храбовски (роден 1935 г.)
- Николай Капустин (роден през 1937 г.)
- Валентин Силвестров (роден през 1937 г.)
- Тигран Мансурян (роден през 1939 г.)
- Вячеслав Наговицин (роден 1939 г.)
- Борис Тишченко (1939 – 2010 г.)
- Вячеслав Артьомов (роден 1940 г.)
- Владислав Шут (роден 1941 г.)
- Александър Кнайфел (роден 1943 г.)
- Александър Вустин (роден 1943 г.)
- Александър Журбин (роден 1945 г.)
- Владимир Мартинов (роден 1946 г.)
- Александър Мордухович (роден 1946 г.)
- Юрий Чернавски (роден 1947 г.)
- Николай Корндорф (1947 – 2001 г.)
- Яков Казански (роден 1948 г.)
- Дмитрий Смирнов (роден 1948 г.)
- Елена Фърсова (роден през 1950 г.)
- Ала Павлова (роден през 1952 г.)
- Сергей Павленко (роден през 1953 г.)
- Александър Раскатов (роден през 1953 г.)
- Леонид Десятников (роден през 1955 г.)
- Юри Каспаров (роден 1955 г.)
- Владимир Тарнополски (роден 1955 г.)
- Сергей Хвошчински (роден през 1957 г.)
- Иван Глебович Соколов (роден 1960 г.)
- Андрей Г. Крилов (роден 1961 г.)
- Евгени Костицийн (роден през 1963 г.)
- Юрий Феликсович Соловиев-Савояров (роден 1965 г.)
- Фред Момотенко (роден през 1970 г.)
- Лера Ауербах (роден през 1973 г.)
- Лев Журбин (роден през 1978 г.)
- Дмитрий Любенски (роден през 1979 г.)